# آسپا-لو-با
آسپا-لو-با (به فرانسوی: Aspach-le-Bas) یک کمون در فرانسه است که در او-رن واقع شده‌است. آسپا-لو-با ۰٫۸۰ کیلومتر مربع مساحت دارد ۲۹۰ متر بالاتر از سطح دریا واقع شده‌است.